# Está pasando
Está pasando fue un magacín de televisión, centrado en la actualidad y la crónica social, producido por Mandarina y emitido en Telecinco entre el 9 de julio de 2007 y 27 de marzo de 2009. Los presentadores que iniciaron el programa fueron Emilio Pineda y Lucía Riaño, los cuales fueron reemplazados el 16 de enero de 2009 por Daniel Domenjó y Marisa Martín Blázquez.

## Estructura
Sucesión de reportajes de actualidad, crónica rosa y entrevistas en directo con tertulia entre los comentaristas habituales del programa. El logotipo del programa era un colibrí azul.

## Emisión
Al principio se emitía de lunes a viernes, después empezaron a emitir los domingos, pero la semana del sábado del 18 de octubre de 2008 pasaron a emitirlo también los sábados y pasó a ser diario. En enero de 2009, volvieron al horario de lunes a viernes de las 15:30 a las 17:15 horas.

## Equipo técnico
- Producción: Mandarina

### Presentadores
- Emilio Pineda (2007-2009)
- Lucía Riaño (2007-2009)
- Daniel Domenjó (2009)
- Marisa Martín Blázquez (2009)

### Colaboradores
- José Manuel Parada
- Antonio Rossi
- María Eugenia Yagüe
- Pepa Jiménez
- Susana Jurado
- Joana Morillas
- Jaime Peñafiel

### Reporteros
- Paqui Peña
- Diego Reinares
- Sergio Cuadrado
- Javier López Samper
- Juanjo Maestu
- Desiré Hernández
- Déborah Fernández
- Rocío UU
- José Taroncher